# FK Proleter Zrenjanin
El Fudbalski Klub Proleter Zrenjanin fue un equipo de fútbol de Serbia que alguna vez jugó en la Primera Liga de Yugoslavia, la liga de fútbol más importante del desaparecido país.

## Historia
Fue fundado en el año 1947 tras finalizar la Segunda Guerra Mundial, donde en poco tiempo consiguió el ascenso a la Segunda Liga de Yugoslavia tras ser promovido de la Liga Regional de Serbia, pero retornaron a la Liga Regional debido a la reorganización del fútbol en Yugoslavia en 1950. Al año siguiente avanzaron a los cuartos de final de la Copa de Yugoslavia en la que fueron eliminados por el NK Dinamo Zagreb. 
El equipo estuvo enfocado en la formación de jugadores en sus fuerzas básicas, la mayoría provenientes de la Ligas Regionales de Vojvodina, donde varios de ellos ayudaron a que el club retornara a la Segunda Liga de Yugoslavia.
En 1954 regresaron a la Tercera Liga, con una generación que se esperaba consiguiera el ascenso a la Primera Liga de Yugoslavia, pero tenían como obstáculo al FK Sarajevo, quien los venció 1-2 y ascendieron por gol diferencia. Pasaron varios años en las divisiones inferiores de Yugoslaviahasta que en la década de los años 1970s regresaron a la Segunda Liga de Yugoslavia. En 1974 ascendieron por primera vez a la Primera Liga de Yugoslavia, en la cual estuvieron hasta 1975.
Retornaron a la Primera Liga de Yugoslavia en 1990, permaneciendo en ella hasta 1998, la última temporada de la Liga. El club jugó más de 400 partidos en la máxima categoría de Yugoslavia, aunque sus números fueron negativos. Jugaron la mayor cantidad de temporadas desde 1992, en la cual se ubicaron en el puesto 14 de la Liga desde la separación de Yugoslavia.
En 1992 fueron uno de los equipos fundadores de la reestructurada Primera Liga de Yugoslavia y en 1997 clasificaron a su primer torneo internacional, la Copa Intertoto. Estuvieron en la máxima categoría hasta el año 2000, donde luego de eso pasaron vagando entre la Segunda y la Tercera Liga hasta el 2005.
En el 2005 se fusionaron con el equipo de la Primera Liga FK Budućnost Banatski Dvor para crear al FK Banat Zrenjanin y su sede fue la del Proleter.

### Año 2006
En el año 2006, un grupo de aficionados del desaparecido FK Proleter encabezados por sus exjugadores Amir Teljigović y Dragan Jović crearon al FK Proleter 2006, el cual se considera el equipo sucesor del antiguo equipo, aunque el equipo mayor nació en el 2012cual actualmente juega en la Sexta División de Serbia. Cuenta también con secciones en balonmano, natación, waterpolo y baloncesto.

## Temporadas desde 1989
| Temporada | Liga          | Pos.     | J  | G  | E     | P  | GF | GC | Pts | Copa             | Notas                            | Entrenador |
| --------- | ------------- | -------- | -- | -- | ----- | -- | -- | -- | --- | ---------------- | -------------------------------- | ---------- |
| 1989-90   | 2             | 2        | 38 | 23 | 6 (4) | 9  | 55 | 30 | 50  | ?                | 1                                |            |
| 1990-91   | 1             | 5        | 36 | 17 | 4     | 15 | 50 | 49 | 35  | Cuartos de final |                                  |            |
| 1991-92   | 1             | 5        | 33 | 16 | 4 (3) | 13 | 41 | 43 | 35  | ?                | 1                                |            |
| 1992-93   | 1             | 9        | 36 | 15 | 6     | 15 | 43 | 45 | 36  | ?                |                                  |            |
| 1993-94   | 1A fall       | 5        | 18 | 7  | 4     | 7  | 33 | 26 | 18  | ?                |                                  |            |
| 1993-94   | 1A spring     | 9        | 18 | 4  | 3     | 11 | 8  | 28 | 18  | ?                | Descendido a la 1B               |            |
| 1994-95   | 1B fall       | 5 (15)   | 18 | 6  | 3     | 9  | 22 | 24 | 15  | Semifinales      |                                  |            |
| 1994-95   | 1B spring     | 3 (13)   | 18 | 8  | 4     | 6  | 30 | 27 | 24  | Semifinales      | Promovido a la 1A                |            |
| 1995-96   | 1A fall       | 6        | 18 | 6  | 3     | 9  | 19 | 31 | 21  | ?                |                                  |            |
| 1995-96   | 1A spring     | 8        | 18 | 6  | 3     | 9  | 24 | 28 | 27  | ?                |                                  |            |
| 1996-97   | 1A            | 5        | 33 | 12 | 6     | 15 | 48 | 46 | 42  | Cuartos de final |                                  |            |
| 1997-98   | 1A            | 9        | 33 | 10 | 2     | 21 | 40 | 64 | 32  | 1/32             |                                  |            |
| 1998-99   | 1             | 6        | 24 | 10 | 5     | 9  | 29 | 29 | 35  | 1/32             | 2                                |            |
| 1999-00   | 1             | 17       | 40 | 12 | 10    | 18 | 36 | 49 | 46  | 1/64             | Descendido                       |            |
| 2000-01   | 2 - Norte     | 2        | 34 | 23 | 7     | 4  | 66 | 26 | 76  | 1/64             |                                  |            |
| 2001-02   | 2 - Norte     | 10       | 34 | 16 | 4     | 14 | 51 | 33 | 52  | 1/64             |                                  |            |
| 2002-03   | 3 - Vojvodina | 10       | 34 | 27 | 4     | 3  | 76 | 26 | 85  | No clasificó     | Promovido a la 2 - Norte         |            |
| 2003-04   | 2 - Norte     | 10       | 36 | 19 | 5     | 12 | 58 | 38 | 62  | No clasificó     |                                  |            |
| 2004-05   | 2 - Serbia    | 18       | 38 | 11 | 7     | 20 | 38 | 59 | 40  | No clasificó     | Perdió la Promoción vía Playoffs |            |
| 2005-06   | 3 - Vojvodina | Abandonó | –  | –  | –     | –  | –  | –  | –   | No clasificó     | Se fusionó en enero del 2006     |            |

1 Al ganador en penales se le premiaba con un punto adicional.
2 Oficialmente el torneo se abandonó el 14 de mayo de 1999 debido al Bombardeo en Yugoslavia.

## Jugadores destacados
Esta es una lista de jugadores que llegaron a formar parte de sus respectivas selecciones nacionales:
| - Radoslav Bečejac - Nenad Bjeković - Slobodan Dubajić - Milan Galić - Goran Gavrilović - Dejan Govedarica - Vladimir Ilić - Ilija Ivić - Darko Kovačević - Petar Praporski - Todor Veselinović - Zvonimir Vukić | - Velibor Đurić - Nenad Mišković - Amir Teljigović - Milan Stojanovski - Marko Baša - Vladimir Božović - Zlatko Zahovič |